# Phalotris reticulatus
Phalotris reticulatus — вид отруйних змій родини полозових (Colubridae). Ендемік Бразилії.

## Поширення і екологія
Phalotris reticulatus мешкають в прибережних районах на південному сході Бразилії. Вони живуть в атлантичних лісах і араукарієвих лісах, трапляються серед скель та на луках.